# Palaeocrex fax
Palaeocrex fax — викопний вид журавлеподібних птахів родини Пастушкові (Rallidae). Скам'янілі рештки знайдені у 1927 році у пластах формації Чадрон в кар'єрі Трігоніас у штаті Колорадо, США. Цей птах жив у кінці еоцену, близько 37-34 млн років тому.